# 冬めく/花のあと
「冬めく/花のあと」（ふゆめく／はなのあと）は、は一青窈の15枚目のシングル。2010年2月24日リリース。

## 概要
フォーライフミュージックエンタテイメント移籍第3弾で、新歌謡（進化窈）三部作の最終章。前2作同様、初回生産限定盤には、一青窈が自身の詩を朗読したポエトリーリーディングが収録されている。
「冬めく」は、2006年12月3日によみうりランド・オープンシアターEASTで開催された「BESTYO Free CONCERTYO」で初披露され、シングルとして2007年1月31日に発売予定だったが発売中止となり、また前述のライブの模様を収録した「BESTYO+CONCERTYO」の付属DVDからもカットされ、ファンの間ではお蔵入り状態となった幻の楽曲となっていたが、2008年に上演された『音楽劇「箱の中の女」』にて劇中曲として使用されて久々に日の目を見たのを経て、当初の発売予定から3年越しのCD・音源化となった。
「花のあと」は、藤沢周平の同名小説の映画化作品『花のあと』の主題歌となる。藤沢周平原作による映画作品のタイアップを担当するのは「かざぐるま」「栞」に続いて3度目となる。タイアップ楽曲かつ両A面シングルの表題曲にもかかわらず、2019年現在ベスト盤を含めてアルバム未収録である。

## 収録曲
（#4以外の全作詞：一青窈）
1. 冬めく
作曲・編曲：小林武史
日本テレビ系『スッキリ!!』エンディングテーマ
テレビ東京系『JAPAN COUNTDOWN』オープニングテーマ
2. 花のあと
作曲・編曲：武部聡志
東映配給映画『花のあと』主題歌
3. サイコロ
作曲・編曲：小林武史
東宝配給映画『BANDAGE』挿入歌
4. Top Of The World
作詞・作曲：Richard Carpenter、John Bettis／編曲：安達練
ライオン「香りつづくトップ」CMソング
5. prologue3（初回生産限定盤のみ）

## 収録アルバム
冬めく
- 『花蓮街』